# Rote Flüh
La Rote Flüh est une montagne qui s’élève à 2 108 m d’altitude dans les Alpes d'Allgäu, en Autriche.